# Чеботаренко, Сергей Юрьевич
Сергей Юрьевич Чеботаренко (англ. Sergii Chebotarenko, род. 26 мая 1984, Киев) — украинский кинорежиссёр и продюсер, член Украинской киноакадемии. Дебютировал с фильмом «Пульс» (2021).

## Биография
Начал свою карьеру в качестве режиссёра в 2009 году. В течение 10 лет снимал рекламные ролики для таких крупных брендов, как Lenovo, Honda, Subaru, Volkswagen, Socar
С 2016 года также начал снимать музыкальные клипы для таких артистов, как Маша Собко, Alyona Alyona, Время и Стекло, Калуш и других.
В 2021 году дебютировал с художественным фильмом «Пульс». Работа над фильмом длилась более 3-х лет. Фильм «Пульс» основан на биографии молодой спортсменки, которая попала в автомобильную аварию и практически полностью потеряла зрение. Но нашла в себе силы и вернулась в большой спорт .
В январе 2021 года на Международном кинофестивале в Америке Flathead Lake International Film Festival состоялась международная премьера фильма
В 2021 году стал членом Украинской киноакадемии.
В 2021 году начал работу над новым художественным фильме про изобретателя Игоря Сикорского.

## Награды
- Получил две главные награды на Международном кинофестивале Flathead Lake International Film Festival[8] в Америке. Победа в двух номинациях за лучший фильм и лучшую режиссуру.[9]
- Во Франции фильм получил приз жюри на кинофестивале Nice International Film Festival.
- На Американском кинофестивале Richmond International Film Festival (RIFF) — победа в двух номинациях лучший фильм и лучшая женская роль (Наталья Бабенко)[укр.]. И приз жюри «Лучший на фестивале».

## Семейное положение
Женат на Анне Чеботаренко. Двое детей — дочь Эмили и сын Марк.